# Philip Christison
Sir Alexander Frank Philip Christison, 4. Baronet, GBE, CB, DSO, MC & Bar (* 17. November 1893 in Edinburgh; † 21. Dezember 1993 in Melrose, Schottland) war ein britischer Offizier der British Army, der für seinen Befehl über das XV Corps der British Indian Army im Burmafeldzug des Zweiten Weltkriegs und später in Niederländisch-Indien bekannt wurde.

## Leben
Christison wurde als ältester Sohn und eines von fünf Kindern des Sir Robert Alexander Christison 3. Baronet, und dessen zweiter Frau geboren. Er wurde an der Edinburgh Academy und dem University College der Universität Oxford ausgebildet, wo er Medizin studierte. Als Kadett im Officer Training Corps der Universität wurde er im März 1914 zum Second Lieutenant im Royal Army Medical Corps ernannt. Er setzte seine medizinische Ausbildung in Aldershot fort, bis wenige Monate später der Erste Weltkrieg ausbrach und er zur Infanterie transferierte.
Er erhielt ein temporäres Patent bei den Queen’s Own Cameron Highlanders, mit denen er an der Westfront diente. Für seine Rolle in der Schlacht bei Loos im Herbst 1915 erhielt er das Military Cross. Sein temporäres Patent wurde 1916 in ein reguläres umgewandelt. Später kam er mit seiner Einheit unter anderem in der Schlacht an der Somme und der Schlacht bei Arras zum Einsatz und erhielt die Wiederholungsspange zum Military Cross. Beim Kriegsende war er temporärer Major und stellvertretender Kommandeur des 6. Bataillons der Seaforth Highlanders.
Nach dem Krieg wurde er in seinen regulären Rang eines Captain zurückgestuft und nahm 1920 eine Adjutantenstelle bei einer Einheit der Territorial Army an. 1924 war er assistierender Manager der britischen Olympiamannschaft bei den Sommerspielen in Paris. Ab 1927 besuchte er den zweijährigen Kurs am Staff College Camberley und arbeitete anschließend im War Office. 1931 wurde er Brigademajor im Aldershot Command und 1933 zum Major befördert. 1934 kehrte er im Brevet-Rang eines Lieutenant Colonel an das Staff College zurück, wo er bis 1937 Ausbilder war. Er schloss dabei Freundschaft mit seinem dortigen Kollegen und späteren Vorgesetzten William Slim. Im Februar 1937 wurde Christison Bataillonskommandeur im Duke of Wellington’s Regiment und erhielt ein Jahr später den Befehl über die Quetta Brigade der British Indian Army. Im März 1940 wurde er Kommandant des Indian Staff College in Quetta.
Anfang 1941 kehrte Christison ins Vereinigte Königreich zurück, wo er zunächst Brigadier General Staff und im Juni Kommandeur der 15th (Scottish) Infantry Division wurde, die im Mutterland stationiert war. Er gab diesen Posten im Mai 1942 ab, um für eine neue Verwendung nach Indien verlegt zu werden. Nach einer Tätigkeit als Distriktsbefehlshaber wurde ihm im November 1942 der Befehl über das in Südindien neugebildete indische XXXIII Corps übertragen. An Neujahr 1943 wurde er als Companion in den Order of the Bath aufgenommen.
Mitte Oktober 1943 folgte Christison dem zum Oberbefehlshaber der 14. Armee ernannten General Slim als Befehlshaber des indischen XV Corps nach, das für die zweite Invasion der Provinz Arakan vorgesehen war. Mit seinem aus vier Divisionen bestehenden Korps führte Christison bis März 1944 erfolgreiche Operationen in Arakan, anschließend wurde es an die Front in Manipur verlegt. Für seine Rolle bei der erfolgreichen Abwehr der japanischen Operation U-gō bei Imphal und Kohima wurde Christison am 28. September 1944 zum Knight Commander des Order of the British Empire geschlagen. Für seine Rolle bei der Eroberung der Insel Ramree im Januar und Februar 1945 wurde ihm der Distinguished Service Order verliehen. Im Mai 1945 besetzte er mit seinem Korps die Hauptstadt Burmas Rangun.
Christison war 1945 als Nachfolger Slims als Befehlshaber der 14. Armee im Gespräch und vertrat diesen im Sommer 1945 zeitweilig, als Slim sich im Heimatland aufhielt. Nach der Kapitulation Japans im September 1945 wurde er Stellvertreter von Admiral Louis Mountbatten beim South East Asia Command und nahm die Kapitulation der japanischen 7. Regionalarmee und der Südflotte in Singapur entgegen. Im Oktober wurde er zum Oberbefehlshaber der alliierten Streitkräfte in Niederländisch-Indien ernannt, wo nach der indonesischen Unabhängigkeitserklärung erste Kämpfe mit den Nationalisten im Indonesischen Unabhängigkeitskrieg stattfanden. Er gab seinen Posten Ende Januar 1946 ab und kehrte ins Vereinigte Königreich zurück. Hier wurde er Befehlshaber des Northern Command und 1947 des Scottish Command, was er bis 1949 blieb. Im August 1947 erreichte er seinen höchsten Rang eines Generals und war von 1947 bis 1949 zugleich Aide-de-Camp General des Königs Georg VI. Am 1. Januar 1948 wurde er zum Knight Grand Cross des Order of the British Empire erhoben.

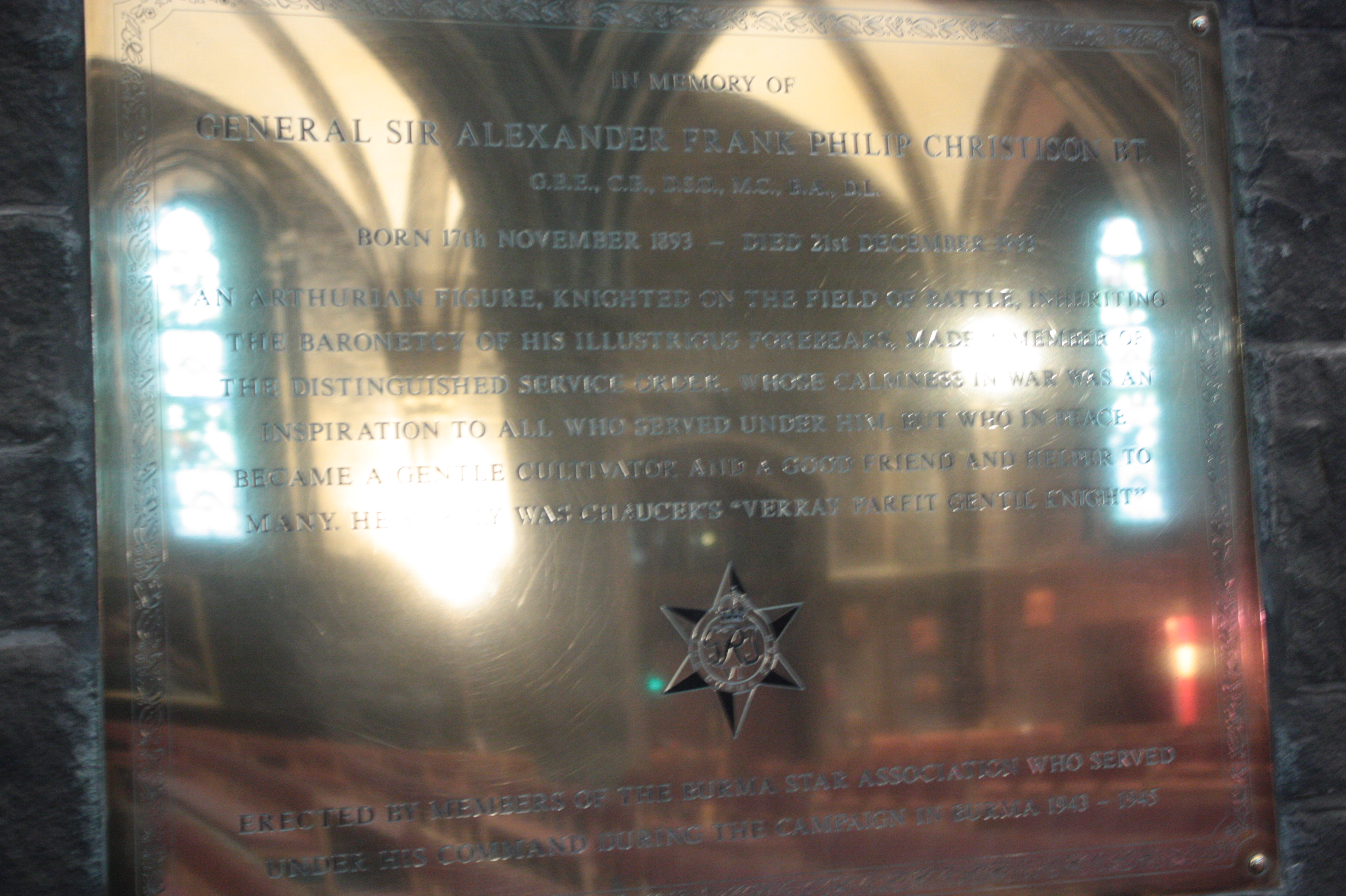
Gedenktafel in der St Mary’s Cathedral, Edinburgh

Christison nahm 1949 seinen Abschied aus dem aktiven Dienst und ließ sich in Melrose in den Scottish Borders nieder. Von 1947 bis 1957 war er Regimentschef der 10th Princess Mary’s Own Gurkha Rifles und des Duke of Wellington’s Regiment. Beim Tod seines Vaters 1945 hatte er dessen Titel als 4. Baronet, of Moray Place in the City of Edinburgh, geerbt. Nach dem Tod seiner ersten Frau, mit der er vier Kinder hatte, 1974 heiratete er im schon hohen Alter von 80 Jahren ein zweites Mal. Sein einziger Sohn war 1942 in Burma als Offizier im Duke of Wellington’s Regiment gefallen, so dass die Baronetswürde bei Christisons Tod im Alter von 100 Jahren 1993 erlosch. In der Edinburgher St Mary’s Cathedral befindet sich eine Erinnerungstafel für ihn.